# Liste der Kulturdenkmäler in Frankfurt-Nied
In der Liste der Kulturdenkmäler in Frankfurt-Nied sind alle Kulturdenkmäler im Sinne des Hessischen Denkmalschutzgesetzes in Frankfurt-Nied, einem Stadtteil von Frankfurt am Main aufgelistet.
Grundlage ist die Denkmaltopographie aus dem Jahre 1994, die zuletzt 2000 durch einen Nachtragsband ergänzt wurde.

## Kulturdenkmäler in Alt-Nied
| Bild               | Bezeichnung                  | Lage | Beschreibung | Bauzeit         | Objekt-Nr. |
| ------------------ | ---------------------------- | --- | --- | --------------- | ---------- |
| weitere Bilder     | Eisenbahnbrücke              | LageFlur: 19, Flurstück: 144/2780                                                                                | In Werksteinausführung aus rotem Sandstein für die ehemalige Taunusbahn errichtete Brücke. Ältestes Bauwerk dieser Art im Untermaingebiet, laut Heimatverein das älteste noch benutzte. | 1838            | 155158 DDB |
| weitere Bilder     | Niddabrücke                  | Alt Nied LageFlur: 10, Flurstück: 2711                                                                           | Klassizistische Steinbrücke, Ersatz einer älteren Holzbrücke | 1824            | 155150 DDB |
| Ehemaliges Rathaus | Ehemaliges Rathaus           | Alt-Nied 1 LageFlur: 3, Flurstück: 52/109, 53/109                                                                | Repräsentatives Gebäude in barocker Tradition. | 1839            | 155151 DDB |
| weitere Bilder     | Evangelische Christuskirche  | Alt-Nied 10 LageFlur: 1, Flurstück: 157/7                                                                        | Klassizistische Saalkirche | 1828, Turm 1908 | 155152 DDB |
| Niddasteg          | Niddasteg                    | Auf dem Wörth / Seilerbahn LageFlur: 9, Flurstück: 11/536                                                        | Fußgängerbrücke aus armiertem Beton. Konstruktionsgeschichtlich bedeutend | 1913            | 157281 DDB |
| Mietshäuser        | Mietshäuser                  | Heinrich-Stahl-Straße 2-24 LageFlur: 27, Flurstück: 1975, 1975/4, 1906/1, 1905/4, 1909/2, 1907/1, 1905/2, 1904/1 | Gruppe von drei- bis vierstöckigen Mietshäusern der Nassauischen Heimstätte | 1957            | 167883     |
| weitere Bilder     | Katholische St. Marcuskirche | Mainzer Landstraße 789 LageFlur: 31, Flurstück: 2279/8                                                           | Neoromanische Hallenkirche | 1906/07         | 155156 DDB |
| Grabmäler          | Grabmäler                    | Oeserstraße 30 LageFlur: 20, Flurstück: 1408/5-7                                                                 | Einige Grabmäler auf dem Friedhof sind Kulturdenkmäler |                 | 202627 DDB |
| Wohnhaus           | Wohnhaus                     | Spielmannstraße 38 LageFlur: 26, Flurstück: 1865/21                                                              | Wohnhaus von architektur- und sozialgeschichtlicher Bedeutung. | 1889            | 156378 DDB |

## Kulturdenkmäler in der Eisenbahnersiedlung

### Brunnenpfad
| Bild         | Bezeichnung  | Lage                                            | Beschreibung                                             | Bauzeit | Objekt-Nr. |
| ------------ | ------------ | ----------------------------------------------- | -------------------------------------------------------- | ------- | ---------- |
| Kindergarten | Kindergarten | Brunnenpfad 29 LageFlur: 24, Flurstück: 1170/76 | Neubau eines Kindergartens als Teil der Gesamtanlage     |         | 155153     |
| Roter Hof    | Roter Hof    | Brunnenpfad 31 LageFlur: 24, Flurstück: 1170/66 | Reihenhaus mit Kleinviehstall und kleiner Gartenparzelle | 1918    | 158457 DDB |
| Roter Hof    | Roter Hof    | Brunnenpfad 33 LageFlur: 24, Flurstück: 1170/67 | s. o.                                                    | 1918    | 158458 DDB |
| Roter Hof    | Roter Hof    | Brunnenpfad 35 LageFlur: 24, Flurstück: 1170/68 | s. o.                                                    | 1918    | 158459 DDB |
| Roter Hof    | Roter Hof    | Brunnenpfad 37 LageFlur: 24, Flurstück: 1170/69 | s. o.                                                    | 1918    | 158460 DDB |
| Roter Hof    | Roter Hof    | Brunnenpfad 39 LageFlur: 24, Flurstück: 1170/70 | s. o.                                                    | 1918    | 158461 DDB |
| Roter Hof    | Roter Hof    | Brunnenpfad 41 LageFlur: 24, Flurstück: 1170/71 | s. o.                                                    | 1918    | 158462 DDB |
| Roter Hof    | Roter Hof    | Brunnenpfad 43 LageFlur: 24, Flurstück: 1170/72 | s. o.                                                    | 1918    | 158463 DDB |
| Roter Hof    | Roter Hof    | Brunnenpfad 45 LageFlur: 24, Flurstück: 1170/73 | s. o.                                                    | 1918    | 158464 DDB |

### Faulbrunnenweg
| Bild          | Bezeichnung   | Lage                                               | Beschreibung                                                              | Bauzeit | Objekt-Nr. |
| ------------- | ------------- | -------------------------------------------------- | ------------------------------------------------------------------------- | ------- | ---------- |
| Reihenendhaus | Reihenendhaus | Faulbrunnenweg 1 LageFlur: 24, Flurstück: 1170/64  | Reihenendhaus mit rückseitig angebautem Kleintierstall und Gartenparzelle | 1918    | 155154 DDB |
| Reihenendhaus | Reihenendhaus | Faulbrunnenweg 2 LageFlur: 23, Flurstück: 1679/82  | Reihenendhaus mit rückseitig angebautem Kleintierstall und Gartenparzelle | 1918    | 158478 DDB |
| Reihenhaus    | Reihenhaus    | Faulbrunnenweg 3 LageFlur: 24, Flurstück: 1170/63  | Reihenhaus mit rückseitig angebautem Kleintierstall und Gartenparzelle    | 1918    | 158465 DDB |
| Reihenhaus    | Reihenhaus    | Faulbrunnenweg 4 LageFlur: 23, Flurstück: 1679/81  | Reihenhaus mit rückseitig angebautem Kleintierstall und Gartenparzelle    | 1918    | 158479 DDB |
| Reihenhaus    | Reihenhaus    | Faulbrunnenweg 5 LageFlur: 24, Flurstück: 1170/62  | Reihenhaus mit rückseitig angebautem Kleintierstall und Gartenparzelle    | 1918    | 157466     |
| Reihenhaus    | Reihenhaus    | Faulbrunnenweg 6 LageFlur: 23, Flurstück: 1679/80  | Reihenhaus mit rückseitig angebautem Kleintierstall und Gartenparzelle    | 1918    | 158480 DDB |
| Reihenhaus    | Reihenhaus    | Faulbrunnenweg 7 LageFlur: 24, Flurstück: 1170/61  | Reihenhaus mit rückseitig angebautem Kleintierstall und Gartenparzelle    | 1918    | 158467 DDB |
| Reihenhaus    | Reihenhaus    | Faulbrunnenweg 8 LageFlur: 23, Flurstück: 1679/79  | Reihenhaus mit rückseitig angebautem Kleintierstall und Gartenparzelle    | 1918    | 158481 DDB |
| Reihenhaus    | Reihenhaus    | Faulbrunnenweg 9 LageFlur: 24, Flurstück: 1170/60  | Reihenhaus mit rückseitig angebautem Kleintierstall und Gartenparzelle    | 1918    | 158468 DDB |
| Reihenhaus    | Reihenhaus    | Faulbrunnenweg 10 LageFlur: 23, Flurstück: 1679/77 | Reihenhaus mit rückseitig angebautem Kleintierstall und Gartenparzelle    | 1918    | 158482 DDB |
| Reihenhaus    | Reihenhaus    | Faulbrunnenweg 11 LageFlur: 24, Flurstück: 1170/59 | Reihenhaus mit rückseitig angebautem Kleintierstall und Gartenparzelle    | 1918    | 158469 DDB |
| Reihenhaus    | Reihenhaus    | Faulbrunnenweg 12 LageFlur: 23, Flurstück: 1679/77 | Reihenhaus mit rückseitig angebautem Kleintierstall und Gartenparzelle    | 1918    | 158483 DDB |
| Reihenhaus    | Reihenhaus    | Faulbrunnenweg 13 LageFlur: 24, Flurstück: 1170/58 | Reihenhaus mit rückseitig angebautem Kleintierstall und Gartenparzelle    | 1918    | 158470 DDB |
| Reihenhaus    | Reihenhaus    | Faulbrunnenweg 14 LageFlur: 23, Flurstück: 1679/76 | Reihenhaus mit rückseitig angebautem Kleintierstall und Gartenparzelle    | 1918    | 158484 DDB |
| Reihenhaus    | Reihenhaus    | Faulbrunnenweg 15 LageFlur: 24, Flurstück: 1170/57 | Reihenhaus mit rückseitig angebautem Kleintierstall und Gartenparzelle    | 1918    | 158471 DDB |
| Reihenhaus    | Reihenhaus    | Faulbrunnenweg 16 LageFlur: 23, Flurstück: 1679/75 | Reihenhaus mit rückseitig angebautem Kleintierstall und Gartenparzelle    | 1918    | 158485 DDB |
| Reihenhaus    | Reihenhaus    | Faulbrunnenweg 17 LageFlur: 24, Flurstück: 1170/56 | Reihenhaus mit rückseitig angebautem Kleintierstall und Gartenparzelle    | 1918    | 158472 DDB |
| Reihenhaus    | Reihenhaus    | Faulbrunnenweg 18 LageFlur: 23, Flurstück: 1679/74 | Reihenhaus mit rückseitig angebautem Kleintierstall und Gartenparzelle    | 1918    | 158486 DDB |
| Reihenhaus    | Reihenhaus    | Faulbrunnenweg 19 LageFlur: 24, Flurstück: 1170/55 | Reihenhaus mit rückseitig angebautem Kleintierstall und Gartenparzelle    | 1918    | 158473 DDB |
| Reihenhaus    | Reihenhaus    | Faulbrunnenweg 20 LageFlur: 23, Flurstück: 1679/73 | Reihenhaus mit rückseitig angebautem Kleintierstall und Gartenparzelle    | 1918    | 158487 DDB |
| Reihenhaus    | Reihenhaus    | Faulbrunnenweg 21 LageFlur: 24, Flurstück: 1170/54 | Reihenhaus mit rückseitig angebautem Kleintierstall und Gartenparzelle    | 1918    | 158474 DDB |
| Reihenhaus    | Reihenhaus    | Faulbrunnenweg 22 LageFlur: 23, Flurstück: 1679/72 | Reihenhaus mit rückseitig angebautem Kleintierstall und Gartenparzelle    | 1918    | 158488 DDB |
| Reihenhaus    | Reihenhaus    | Faulbrunnenweg 23 LageFlur: 24, Flurstück: 1170/53 | Reihenhaus mit rückseitig angebautem Kleintierstall und Gartenparzelle    | 1918    | 158475 DDB |
| Reihenhaus    | Reihenhaus    | Faulbrunnenweg 24 LageFlur: 23, Flurstück: 1679/71 | Reihenhaus mit rückseitig angebautem Kleintierstall und Gartenparzelle    | 1918    | 158489 DDB |
| Reihenhaus    | Reihenhaus    | Faulbrunnenweg 25 LageFlur: 24, Flurstück: 1170/53 | Reihenhaus mit rückseitig angebautem Kleintierstall und Gartenparzelle    | 1918    | 158476 DDB |
| Reihenhaus    | Reihenhaus    | Faulbrunnenweg 26 LageFlur: 23, Flurstück: 1679/70 | Reihenhaus mit rückseitig angebautem Kleintierstall und Gartenparzelle    | 1918    | 158490 DDB |
| Reihenendhaus | Reihenendhaus | Faulbrunnenweg 27 LageFlur: 24, Flurstück: 1170/51 | Reihenendhaus mit rückseitig angebautem Kleintierstall und Gartenparzelle | 1918    | 158477 DDB |
| Reihenendhaus | Reihenendhaus | Faulbrunnenweg 28 LageFlur: 23, Flurstück: 1679/84 | Reihenendhaus mit rückseitig angebautem Kleintierstall und Gartenparzelle | 1918    | 158491 DDB |

### Grüne Winkel
| Bild                                            | Bezeichnung   | Lage                                          | Beschreibung                                                                       | Bauzeit | Objekt-Nr. |
| ----------------------------------------------- | ------------- | --------------------------------------------- | ---------------------------------------------------------------------------------- | ------- | ---------- |
| Reihenendhaus                                   | Reihenendhaus | Grüne Winkel 1 LageFlur: 23, Flurstück: 2826  | Dreistöckiges Wohnhaus mit rückwärtig angebautem Kleinviehstall und Gartenparzelle | 1918    | 155155 DDB |
| Reihenendhaus                                   | Reihenendhaus | Grüne Winkel 2 LageFlur: 23, Flurstück: 2823  | Dreistöckiges Wohnhaus mit rückwärtig angebautem Kleinviehstall und Gartenparzelle | 1918    | 158437 DDB |
| Reihenhaus                                      | Reihenhaus    | Grüne Winkel 3 LageFlur: 23, Flurstück: 2827  | Dreistöckiges Wohnhaus mit rückwärtig angebautem Kleinviehstall und Gartenparzelle | 1918    | 158414 DDB |
| Reihenhaus                                      | Reihenhaus    | Grüne Winkel 4 LageFlur: 23, Flurstück: 2822  | Dreistöckiges Wohnhaus mit rückwärtig angebautem Kleinviehstall und Gartenparzelle | 1918    | 158438 DDB |
| Reihenhaus                                      | Reihenhaus    | Grüne Winkel 5 LageFlur: 23, Flurstück: 2828  | Dreistöckiges Wohnhaus mit rückwärtig angebautem Kleinviehstall und Gartenparzelle | 1918    | 158415 DDB |
| Reihenhaus                                      | Reihenhaus    | Grüne Winkel 6 LageFlur: 23, Flurstück: 2821  | Dreistöckiges Wohnhaus mit rückwärtig angebautem Kleinviehstall und Gartenparzelle | 1918    | 158439 DDB |
| Reihenhaus                                      | Reihenhaus    | Grüne Winkel 7 LageFlur: 23, Flurstück: 2829  | Dreistöckiges Wohnhaus mit rückwärtig angebautem Kleinviehstall und Gartenparzelle | 1918    | 158416 DDB |
| Reihenhaus                                      | Reihenhaus    | Grüne Winkel 8 LageFlur: 23, Flurstück: 2820  | Dreistöckiges Wohnhaus mit rückwärtig angebautem Kleinviehstall und Gartenparzelle | 1918    | 158440 DDB |
| Reihenhaus                                      | Reihenhaus    | Grüne Winkel 9 LageFlur: 23, Flurstück: 2830  | Dreistöckiges Wohnhaus mit rückwärtig angebautem Kleinviehstall und Gartenparzelle | 1918    | 158417 DDB |
| Reihenhaus                                      | Reihenhaus    | Grüne Winkel 10 LageFlur: 23, Flurstück: 2819 | Dreistöckiges Wohnhaus mit rückwärtig angebautem Kleinviehstall und Gartenparzelle | 1918    | 158441 DDB |
| Reihenhaus                                      | Reihenhaus    | Grüne Winkel 11 LageFlur: 23, Flurstück: 2831 | Dreistöckiges Wohnhaus mit rückwärtig angebautem Kleinviehstall und Gartenparzelle | 1918    | 158418 DDB |
| Reihenhaus                                      | Reihenhaus    | Grüne Winkel 12 LageFlur: 23, Flurstück: 2818 | Dreistöckiges Wohnhaus mit rückwärtig angebautem Kleinviehstall und Gartenparzelle | 1918    | 158442 DDB |
| Reihenhaus                                      | Reihenhaus    | Grüne Winkel 13 LageFlur: 23, Flurstück: 2832 | Dreistöckiges Wohnhaus mit rückwärtig angebautem Kleinviehstall und Gartenparzelle | 1918    | 158419 DDB |
| Reihenhaus                                      | Reihenhaus    | Grüne Winkel 14 LageFlur: 23, Flurstück: 2817 | Dreistöckiges Wohnhaus mit rückwärtig angebautem Kleinviehstall und Gartenparzelle | 1918    | 158443 DDB |
| Reihenhaus                                      | Reihenhaus    | Grüne Winkel 15 LageFlur: 23, Flurstück: 2833 | Dreistöckiges Wohnhaus mit rückwärtig angebautem Kleinviehstall und Gartenparzelle | 1918    | 158420 DDB |
| Reihenhaus                                      | Reihenhaus    | Grüne Winkel 16 LageFlur: 23, Flurstück: 2816 | Dreistöckiges Wohnhaus mit rückwärtig angebautem Kleinviehstall und Gartenparzelle | 1918    | 158444 DDB |
| Reihenhaus                                      | Reihenhaus    | Grüne Winkel 17 LageFlur: 23, Flurstück: 2834 | Dreistöckiges Wohnhaus mit rückwärtig angebautem Kleinviehstall und Gartenparzelle | 1918    | 158421 DDB |
| Reihenhaus                                      | Reihenhaus    | Grüne Winkel 18 LageFlur: 23, Flurstück: 2815 | Dreistöckiges Wohnhaus mit rückwärtig angebautem Kleinviehstall und Gartenparzelle | 1918    | 158445 DDB |
| Reihenhaus                                      | Reihenhaus    | Grüne Winkel 19 LageFlur: 23, Flurstück: 2835 | Dreistöckiges Wohnhaus mit rückwärtig angebautem Kleinviehstall und Gartenparzelle | 1918    | 158422 DDB |
| Reihenhaus                                      | Reihenhaus    | Grüne Winkel 20 LageFlur: 23, Flurstück: 2814 | Dreistöckiges Wohnhaus mit rückwärtig angebautem Kleinviehstall und Gartenparzelle | 1918    | 158446 DDB |
| Reihenhaus                                      | Reihenhaus    | Grüne Winkel 21 LageFlur: 23, Flurstück: 2836 | Dreistöckiges Wohnhaus mit rückwärtig angebautem Kleinviehstall und Gartenparzelle | 1918    | 158423 DDB |
| Reihenhaus                                      | Reihenhaus    | Grüne Winkel 22 LageFlur: 23, Flurstück: 2813 | Dreistöckiges Wohnhaus mit rückwärtig angebautem Kleinviehstall und Gartenparzelle | 1918    | 158447 DDB |
| Reihenhaus                                      | Reihenhaus    | Grüne Winkel 23 LageFlur: 23, Flurstück: 2837 | Dreistöckiges Wohnhaus mit rückwärtig angebautem Kleinviehstall und Gartenparzelle | 1918    | 158424 DDB |
| Reihenhaus                                      | Reihenhaus    | Grüne Winkel 24 LageFlur: 23, Flurstück: 2812 | Dreistöckiges Wohnhaus mit rückwärtig angebautem Kleinviehstall und Gartenparzelle | 1918    | 158448 DDB |
| Reihenhaus                                      | Reihenhaus    | Grüne Winkel 25 LageFlur: 23, Flurstück: 2838 | Dreistöckiges Wohnhaus mit rückwärtig angebautem Kleinviehstall und Gartenparzelle | 1918    | 158425 DDB |
| Reihenhaus                                      | Reihenhaus    | Grüne Winkel 26 LageFlur: 23, Flurstück: 2811 | Dreistöckiges Wohnhaus mit rückwärtig angebautem Kleinviehstall und Gartenparzelle | 1918    | 158449 DDB |
| Reihenendhaus                                   | Reihenendhaus | Grüne Winkel 27 LageFlur: 23, Flurstück: 2839 | Dreistöckiges Wohnhaus mit rückwärtig angebautem Kleinviehstall und Gartenparzelle | 1918    | 158426 DDB |
| Reihenhaus                                      | Reihenhaus    | Grüne Winkel 28 LageFlur: 23, Flurstück: 2810 | Dreistöckiges Wohnhaus mit rückwärtig angebautem Kleinviehstall und Gartenparzelle | 1918    | 158450 DDB |
| Reihenendhaus                                   | Reihenendhaus | Grüne Winkel 29 LageFlur: 23, Flurstück: 2841 | Dreistöckiges Wohnhaus mit rückwärtig angebautem Kleinviehstall und Gartenparzelle | 1918    | 158427 DDB |
| Reihenhaus                                      | Reihenhaus    | Grüne Winkel 30 LageFlur: 23, Flurstück: 2808 | Dreistöckiges Wohnhaus mit rückwärtig angebautem Kleinviehstall und Gartenparzelle | 1918    | 158451 DDB |
| Reihenhaus                                      | Reihenhaus    | Grüne Winkel 31 LageFlur: 23, Flurstück: 2842 | Dreistöckiges Wohnhaus mit rückwärtig angebautem Kleinviehstall und Gartenparzelle | 1918    | 158428 DDB |
| Reihenhaus                                      | Reihenhaus    | Grüne Winkel 32 LageFlur: 23, Flurstück: 2807 | Dreistöckiges Wohnhaus mit rückwärtig angebautem Kleinviehstall und Gartenparzelle | 1918    | 158452 DDB |
| Reihenhaus                                      | Reihenhaus    | Grüne Winkel 33 LageFlur: 23, Flurstück: 2843 | Dreistöckiges Wohnhaus mit rückwärtig angebautem Kleinviehstall und Gartenparzelle | 1918    | 158429 DDB |
| Grüne Winkel 34, 1, Nied, Frankfurt am Main.jpg | Reihenhaus    | Grüne Winkel 34 LageFlur: 23, Flurstück: 2806 | Dreistöckiges Wohnhaus mit rückwärtig angebautem Kleinviehstall und Gartenparzelle | 1918    | 158453 DDB |
| Reihenhaus                                      | Reihenhaus    | Grüne Winkel 35 LageFlur: 23, Flurstück: 2844 | Dreistöckiges Wohnhaus mit rückwärtig angebautem Kleinviehstall und Gartenparzelle | 1918    | 158430 DDB |
| Reihenhaus                                      | Reihenhaus    | Grüne Winkel 36 LageFlur: 23, Flurstück: 2804 | Dreistöckiges Wohnhaus mit rückwärtig angebautem Kleinviehstall und Gartenparzelle | 1918    | 158454 DDB |
| Reihenhaus                                      | Reihenhaus    | Grüne Winkel 37 LageFlur: 23, Flurstück: 2845 | Dreistöckiges Wohnhaus mit rückwärtig angebautem Kleinviehstall und Gartenparzelle | 1918    | 158431 DDB |
| Reihenhaus                                      | Reihenhaus    | Grüne Winkel 38 LageFlur: 23, Flurstück: 2803 | Dreistöckiges Wohnhaus mit rückwärtig angebautem Kleinviehstall und Gartenparzelle | 1918    | 158455 DDB |
| Reihenhaus                                      | Reihenhaus    | Grüne Winkel 39 LageFlur: 23, Flurstück: 2846 | Dreistöckiges Wohnhaus mit rückwärtig angebautem Kleinviehstall und Gartenparzelle | 1918    | 158432 DDB |
| Reihenendhaus                                   | Reihenendhaus | Grüne Winkel 40 LageFlur: 23, Flurstück: 2802 | Dreistöckiges Wohnhaus mit rückwärtig angebautem Kleinviehstall und Gartenparzelle | 1918    | 158456 DDB |
| Reihenhaus                                      | Reihenhaus    | Grüne Winkel 41 LageFlur: 23, Flurstück: 2847 | Dreistöckiges Wohnhaus mit rückwärtig angebautem Kleinviehstall und Gartenparzelle | 1918    | 158433 DDB |
| Reihenhaus                                      | Reihenhaus    | Grüne Winkel 43 LageFlur: 23, Flurstück: 2848 | Dreistöckiges Wohnhaus mit rückwärtig angebautem Kleinviehstall und Gartenparzelle | 1918    | 158434 DDB |
| Reihenhaus                                      | Reihenhaus    | Grüne Winkel 45 LageFlur: 23, Flurstück: 2849 | Dreistöckiges Wohnhaus mit rückwärtig angebautem Kleinviehstall und Gartenparzelle | 1918    | 158435     |
| Reihenhaus                                      | Reihenhaus    | Grüne Winkel 47 LageFlur: 23, Flurstück: 2850 | Dreistöckiges Wohnhaus mit rückwärtig angebautem Kleinviehstall und Gartenparzelle | 1918    | 158436 DDB |
| Reihenendhaus                                   | Reihenendhaus | Grüne Winkel 49 LageFlur: 23, Flurstück: 1908 | Dreistöckiges Wohnhaus                                                             | 1918    | 202536 DDB |
| Kiosk                                           | Kiosk         | Grüne Winkel 49 LageFlur: 23, Flurstück: 1908 |                                                                                    | 1918    | 521194     |

### Neumarkt
| Bild                    | Bezeichnung             | Lage                                                                          | Beschreibung | Bauzeit   | Objekt-Nr. |
| ----------------------- | ----------------------- | ----------------------------------------------------------------------------- | ------------ | --------- | ---------- |
| Eisenbahnersiedlung     | Eisenbahnersiedlung     | Neumarkt 2-8, 3-7 LageFlur: 23, Flurstück: 1679/46, 1679/51, 1679/52, 1679/53 |              | 1918–1930 |            |
| Wohn- und Geschäftshaus | Wohn- und Geschäftshaus | Neumarkt 1/1a/1b LageFlur: 23, Flurstück: 1679/51                             |              | 1921      | 158410 DDB |
| Wohn- und Geschäftshaus | Wohn- und Geschäftshaus | Neumarkt 2 LageFlur: 23, Flurstück: 1679/53                                   |              | 1921      | 155157 DDB |
| Wohnhaus                | Wohnhaus                | Neumarkt 3/3a/3b LageFlur: 23, Flurstück: 1679/51                             |              | 1921      | 158409 DDB |
| Wohnhaus                | Wohnhaus                | Neumarkt 4 LageFlur: 23, Flurstück: 1679/53                                   |              | 1921      | 158406 DDB |
| Wohn- und Geschäftshaus | Wohn- und Geschäftshaus | Neumarkt 5 LageFlur: 23, Flurstück: 1679/51                                   |              | 1921      | 158411 DDB |
| Wohn- und Geschäftshaus | Wohn- und Geschäftshaus | Neumarkt 5a LageFlur: 23, Flurstück: 1679/51                                  |              | 1921      | 158412 DDB |
| Wohn- und Geschäftshaus | Wohn- und Geschäftshaus | Neumarkt 6 LageFlur: 23, Flurstück: 1679/53                                   |              | 1921      | 158407 DDB |
| Wohn- und Geschäftshaus | Wohn- und Geschäftshaus | Neumarkt 6a LageFlur: 23, Flurstück: 1679/53                                  |              | 1921      | 928722 DDB |
| Wohnhaus                | Wohnhaus                | Neumarkt 7 LageFlur: 24, Flurstück: 1170/5                                    |              | 1921-1930 | 158413 DDB |
| Wohnhaus                | Wohnhaus                | Neumarkt 8 LageFlur: 23, Flurstück: 1679/4                                    |              | 1921-1930 | 158408 DDB |

### Oeserstraße
| Bild             | Bezeichnung      | Lage                                             | Beschreibung                                                                          | Bauzeit | Objekt-Nr. |
| ---------------- | ---------------- | ------------------------------------------------ | ------------------------------------------------------------------------------------- | ------- | ---------- |
| Mehrfamilienhaus | Mehrfamilienhaus | Oeserstraße 132 LageFlur: 23, Flurstück: 1679/27 | Dreistöckiges Mehrfamilienhaus mit seitlich angebautem einstöckigen Waschküchenflügel |         | 155159 DDB |
| Mehrfamilienhaus | Mehrfamilienhaus | Oeserstraße 134 LageFlur: 23, Flurstück: 1679/27 | Dreistöckiges Mehrfamilienhaus mit seitlich angebautem einstöckigen Waschküchenflügel |         | 158374 DDB |
| Mehrfamilienhaus | Mehrfamilienhaus | Oeserstraße 136 LageFlur: 23, Flurstück: 1679/33 | Dreistöckiges Mehrfamilienhaus mit seitlich angebautem einstöckigen Waschküchenflügel |         | 158375 DDB |
| Mehrfamilienhaus | Mehrfamilienhaus | Oeserstraße 138 LageFlur: 23, Flurstück: 1679/33 | Dreistöckiges Mehrfamilienhaus mit seitlich angebautem einstöckigen Waschküchenflügel |         | 158376 DDB |
| Mehrfamilienhaus | Mehrfamilienhaus | Oeserstraße 140 LageFlur: 23, Flurstück: 1679/33 | Dreistöckiges Mehrfamilienhaus mit seitlich angebautem einstöckigen Waschküchenflügel |         | 158377 DDB |
| Mehrfamilienhaus | Mehrfamilienhaus | Oeserstraße 142 LageFlur: 23, Flurstück: 1679/39 | Dreistöckiges Mehrfamilienhaus mit seitlich angebautem einstöckigen Waschküchenflügel |         | 158378 DDB |
| Mehrfamilienhaus | Mehrfamilienhaus | Oeserstraße 144 LageFlur: 23, Flurstück: 1679/39 | Dreistöckiges Mehrfamilienhaus mit seitlich angebautem einstöckigen Waschküchenflügel |         | 158379 DDB |
| Mehrfamilienhaus | Mehrfamilienhaus | Oeserstraße 146 LageFlur: 23, Flurstück: 1679/39 | Dreistöckiges Mehrfamilienhaus mit seitlich angebautem einstöckigen Waschküchenflügel |         | 158380 DDB |
| Mehrfamilienhaus | Mehrfamilienhaus | Oeserstraße 148 LageFlur: 24, Flurstück: 1170/85 | Dreistöckiges Mehrfamilienhaus mit seitlich angebautem einstöckigen Waschküchenflügel |         | 158382 DDB |
| Mehrfamilienhaus | Mehrfamilienhaus | Oeserstraße 150 LageFlur: 24, Flurstück: 1170/85 | Dreistöckiges Mehrfamilienhaus mit seitlich angebautem einstöckigen Waschküchenflügel |         | 158381 DDB |

### Taunusblick
| Bild             | Bezeichnung      | Lage                                           | Beschreibung                                               | Bauzeit | Objekt-Nr. |
| ---------------- | ---------------- | ---------------------------------------------- | ---------------------------------------------------------- | ------- | ---------- |
| Vierfamilienhaus | Vierfamilienhaus | Taunusblick 1 LageFlur: 24, Flurstück: 1170/5  | Vierfamilienhaus mit seitlich angebautem Waschküchenflügel |         | 155160 DDB |
| Vierfamilienhaus | Vierfamilienhaus | Taunusblick 2 LageFlur: 23, Flurstück: 1679/4  | Vierfamilienhaus mit seitlich angebautem Waschküchenflügel |         | 158401 DDB |
| Vierfamilienhaus | Vierfamilienhaus | Taunusblick 3 LageFlur: 24, Flurstück: 1170/5  | Vierfamilienhaus mit seitlich angebautem Waschküchenflügel |         | 158395 DDB |
| Vierfamilienhaus | Vierfamilienhaus | Taunusblick 4 LageFlur: 23, Flurstück: 1679/4  | Vierfamilienhaus mit seitlich angebautem Waschküchenflügel |         | 158402 DDB |
| Vierfamilienhaus | Vierfamilienhaus | Taunusblick 5 LageFlur: 24, Flurstück: 1170/5  | Vierfamilienhaus mit seitlich angebautem Waschküchenflügel |         | 158396 DDB |
| Vierfamilienhaus | Vierfamilienhaus | Taunusblick 6 LageFlur: 23, Flurstück: 1679/4  | Vierfamilienhaus mit seitlich angebautem Waschküchenflügel |         | 158403 DDB |
| Vierfamilienhaus | Vierfamilienhaus | Taunusblick 7 LageFlur: 24, Flurstück: 1170/5  | Vierfamilienhaus mit seitlich angebautem Waschküchenflügel |         | 158397 DDB |
| Vierfamilienhaus | Vierfamilienhaus | Taunusblick 8 LageFlur: 23, Flurstück: 1679/4  | Vierfamilienhaus mit seitlich angebautem Waschküchenflügel |         | 158404 DDB |
| Vierfamilienhaus | Vierfamilienhaus | Taunusblick 9 LageFlur: 24, Flurstück: 1170/5  | Vierfamilienhaus mit seitlich angebautem Waschküchenflügel |         | 158398 DDB |
| Vierfamilienhaus | Vierfamilienhaus | Taunusblick 10 LageFlur: 23, Flurstück: 1679/4 | Vierfamilienhaus mit seitlich angebautem Waschküchenflügel |         | 158405 DDB |
| Vierfamilienhaus | Vierfamilienhaus | Taunusblick 11 LageFlur: 24, Flurstück: 1170/5 | Vierfamilienhaus mit seitlich angebautem Waschküchenflügel |         | 158399 DDB |
| Vierfamilienhaus | Vierfamilienhaus | Taunusblick 13 LageFlur: 24, Flurstück: 1170/5 | Vierfamilienhaus mit seitlich angebautem Waschküchenflügel |         | 158400 DDB |

### Vorm Wald
| Bild | Bezeichnung | Lage                                          | Beschreibung | Bauzeit   | Objekt-Nr. |
| ---- | ----------- | --------------------------------------------- | ------------ | --------- | ---------- |
|      |             | Vorm Wald 2 LageFlur: 24, Flurstück: 1170/85  |              | 1918–1930 |            |
|      |             | Vorm Wald 4 LageFlur: 24, Flurstück: 1170/85  |              | 1918–1930 |            |
|      |             | Vorm Wald 6 LageFlur: 24, Flurstück: 1170/85  |              | 1918–1930 |            |
|      |             | Vorm Wald 8 LageFlur: 24, Flurstück: 1170/85  |              | 1918–1930 |            |
|      |             | Vorm Wald 10 LageFlur: 24, Flurstück: 1170/83 |              | 1918–1930 |            |
|      |             | Vorm Wald 12 LageFlur: 24, Flurstück: 1170/79 |              | 1918–1930 |            |
|      |             | Vorm Wald 14 LageFlur: 24, Flurstück: 1170/78 |              | 1918–1930 |            |
|      |             | Vorm Wald 16 LageFlur: 24, Flurstück: 1170/78 |              | 1918–1930 |            |
|      |             | Vorm Wald 18 LageFlur: 24, Flurstück: 1170/78 |              | 1918–1930 |            |
|      |             | Vorm Wald 20 LageFlur: 24, Flurstück: 1170/78 |              | 1918–1930 |            |